# المتحف الجامعي للنيازك
المتحف الجامعي للنيازك هو أول متحف للنيازك في المغرب وأفريقيا يهتم بعلوم الفضاء والفلك. يقع في قلب مجمع جامعة ابن زهر في مدينة أكادير في المغرب. تم افتتاح المتحف في 12 فبراير 2016. لوقف نزيف التهريب خارج البلاد حيث يوجد أكثر من 700 نيزك مغربي في المتاحف العالمية.
تم تكليف إدارة المتحف بمختبر علم البترول والمعادن والنيازك ونادي ابن زهر للفلك، البروفيسور عبد الرحمن إبهي، الجيولوجي المتخصص في النيازك.

## المعروضات
يقدم المتحف تشكيلة من العينات النادرة لنيازك مغربية وأجنبية منها نيازك قمرية ونيازك لكوكب المريخ ونيزك تيسينت الذي سقط في 18 يوليو 2011 في إقليم طاطا المغربية. كما يعرض مجموعة رائعة من الأجسام الزجاجية النادرة منها التكتيت وهي أجسام ذات لون أسود أو رمادي، تنشأ عند اصطدام الأجرام النيزكية بسطح الأرض، زجاج الصحراء الليبية، بما في ذلك شريحة رائعة من المولدافيت الزجاجي ذو اللون أخضر المتموج بين الزيتوني والأخضر الغامق.
بالتوازي يعرض المتحف أيضًا عينة من نيزك تشيليابنسك، الذي حدده الاتحاد الفلكي الدولي باسم بولييد تشيليابينسك، والذي تسبب في عام 2013 في انفجار بقوة مابين 300 و 500 كيلو طن في روسيا، وفقًا لتقديرات وكالة ناسا مصيبا أكثر من 15000 شخص. بالإضافة إلى نيازك أصيلة أخرى منها شظايا من كويكب فيستا عمره 4.5 مليار سنة، صخور سديرية ونيازك في منطقة أغودال التي اكتشف فيها فريق من العلماء صدفة بقايا فوهة بركانية.

## معرض الصور

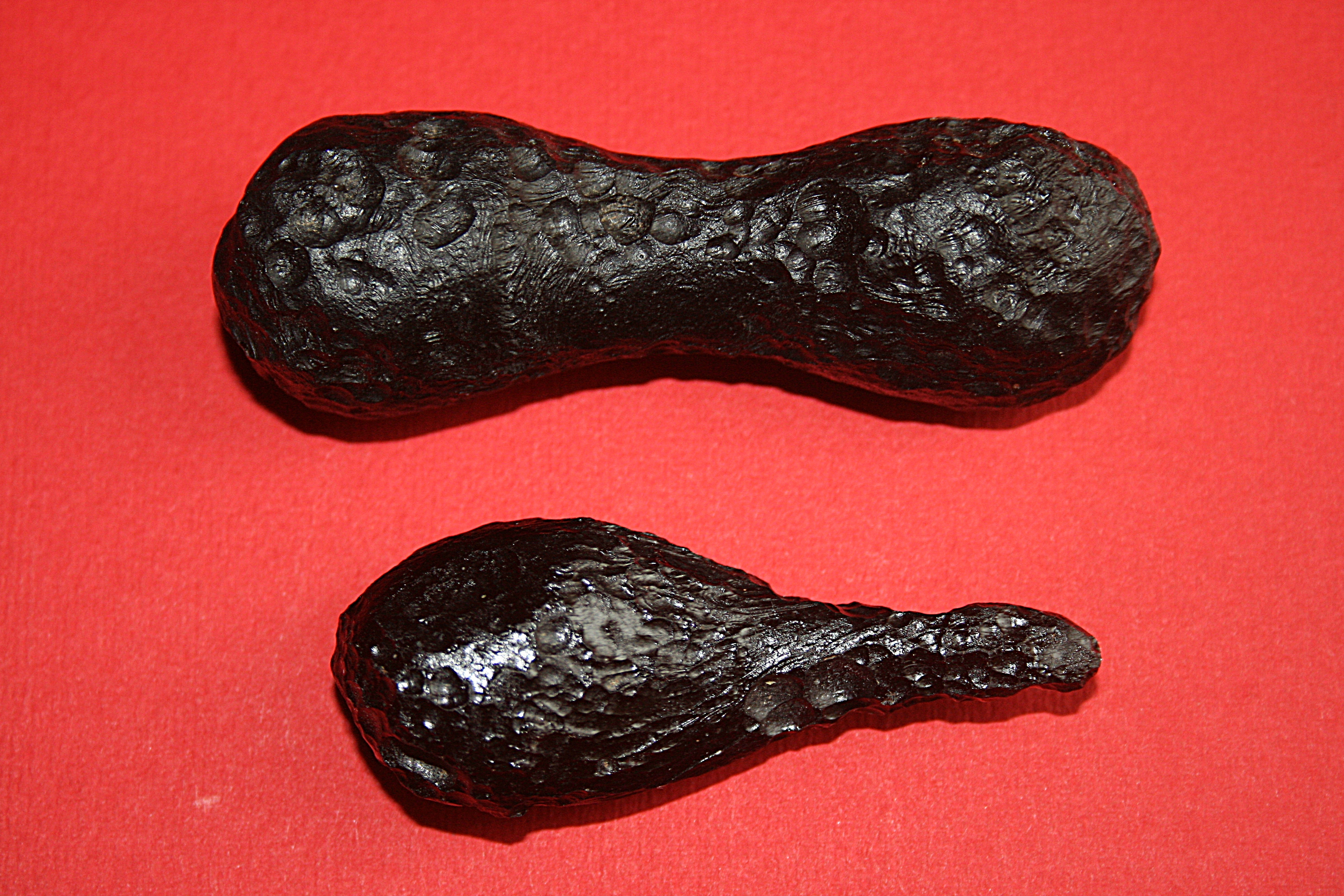
تكتيت.
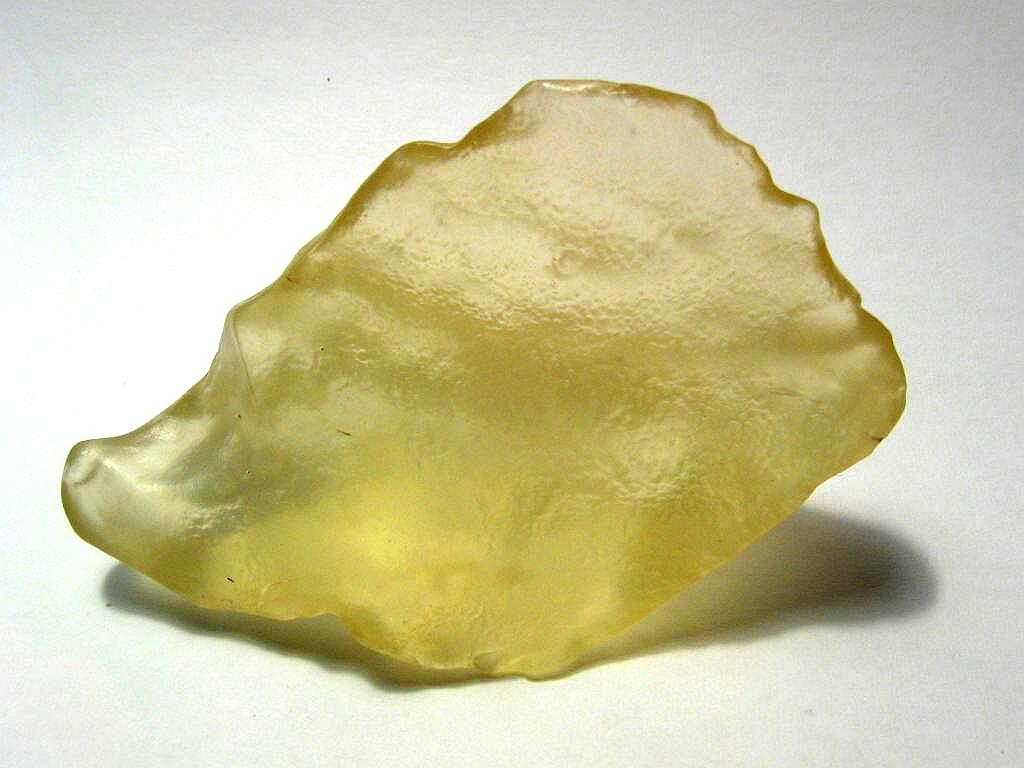
زجاج الصحراء الليبية.
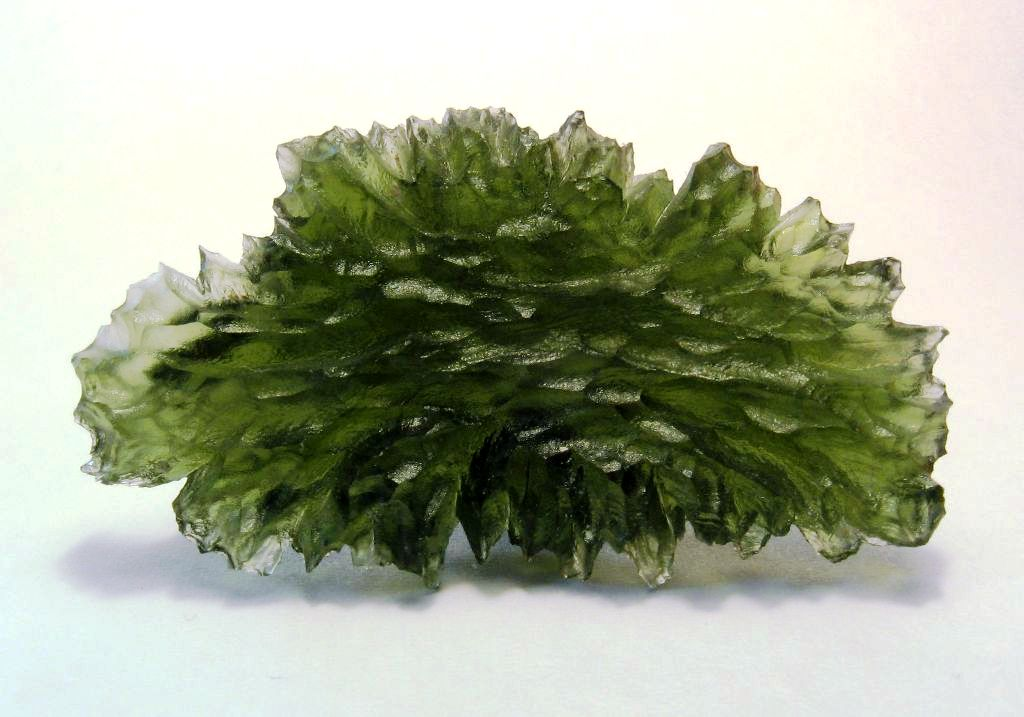
مولدافيت.
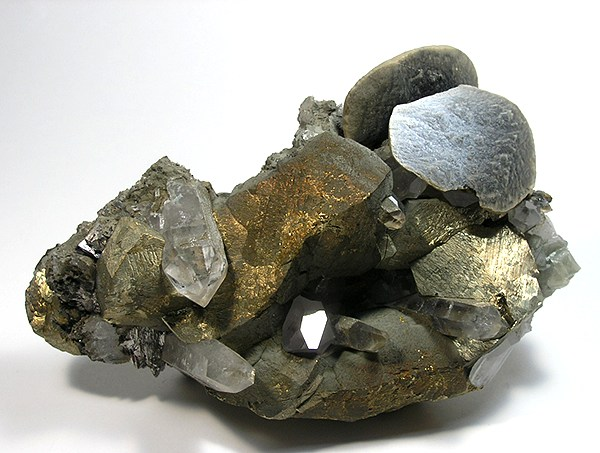
صخور سديرية.